# Yoshika
Yoshika (jap. 吉賀町 Yoshika-chō) – miasto w Japonii, na wyspie Honsiu, w prefekturze Shimane. Według danych na rok 2020 miejscowość zamieszkiwało 6 077 mieszkańców , a gęstość zaludnienia wyniosła 18,1 os./km².